# アラハバキ (漫画)
『アラハバキ』は、六道神士による青年向け伝奇アクション漫画。『ウルトラジャンプ』平成12年3月号、5月号、7月号、9月号、11月号、平成13年1月号、3月号、5月号、7月号、9月号、平成14年11月特大号、12月特大号（集英社）において、2000年から2002年まで連載された。単行本では大幅に加筆されており、上下全2巻。

## あらすじ
咒力と言う常人を遥に凌ぐ力を持ち「鬼」と呼ばれ時の権力者を影で支える暗殺集団「呉羽」一族。一族の裏切り者の娘、天薙静寡は「鬼」を滅ぼすために帰ってきた。

## 主な登場人物
天薙静寡（あまなぎしずか）
呉羽一族からは裏切り者の娘と呼ばれている。母親から受け継いだ「鬼」を滅ぼすという使命を実行に移すために帰国した。
紫苑（しおん）
天薙花梨が作り上げた咒具。人造「荒吐神」。主の天薙花梨が死亡したため今は天薙静寡が主になっている。
鳳端凛（ほうはしりん）
呉羽一族当主。当主ではあるが実権は鳳端静牙が握っている。
神子守紀美子（みこがみきみこ）
呉羽一族の暗殺要員。神子守姓は暗殺要員に与えられる姓。
泉谷（いずみや）
花梨・静寡親子に仕える執事。呉羽一族ではあるが一族の血は薄い。
鳳端静牙（ほうはしせいが）
先代呉羽一族当主。鳳端凛の父親。鳳端は当主を継ぐ者に与えられる姓。旧姓聖野（ひじりの）
天薙花梨（あまなぎかりん）
天薙静寡の母親。呉羽一族の裏切り者。10年前に鳳端静牙による暗殺命令により命を落とす。

## 単行本
- 六道神士 『荒吐-アラハバキ-』集英社〈ヤングジャンプ・コミックス〉 
  - （上）2003年1月17日発行、ISBN 4088763963
  - （下）2003年1月17日発行、ISBN 4088763971

下巻には本編のほか外伝も同時収録されている。